# Rogožarski SIM-XII-H
Rogožarski SIM-XII-H (srbsky: Рогожарски СИМ-XII-Х) z roku 1938 byl jugoslávský cvičný jednomotorový dvoumístný hydroplán se dvěma plováky EDO. Byl vyvinut bělehradskou společností Prva Srpska Fabrika Aeroplana Živojin Rogožarski koncem 30. let 20. století v době před druhou světovou válkou. Byl určen pro pilotní výcvik v letectvu Království Jugoslávie a byl osazen invertním řadovým šestiválcem Walter Major 6 s dvoulistou dřevěnou vrtulí.

## Vznik a vývoj

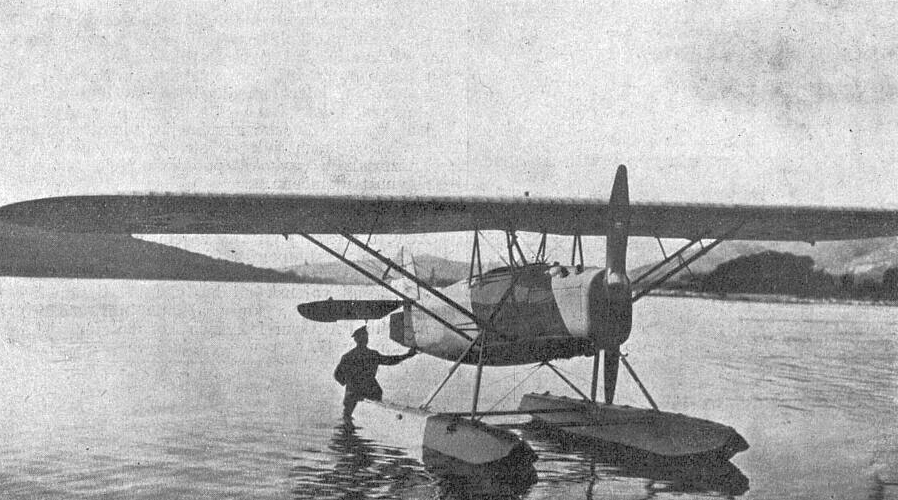
Rogožarski SIM-XII-H (Aerophile červen 1938)

Jugoslávské královské letectvo chtělo vybrat nejvhodnější hydroplán pro výcvik pilotů, a tak se v roce 1937 obrátilo na továrnu Rogožarski a zadalo provedení projektu cvičného hydroplánu, který by svým vlastnostmi odpovídal školnímu letadlu SIM-X. Protože nebylo možné provést jednoduchou úpravu (přizpůsobení stávajících letadel SIM-X) pro instalaci plováků EDO, navrhl hlavní konstruktér Sima Milutinovič nový, větší letoun s výkonnějším motorem Walter Major 6 (190 k/139,7 kW). Tento letoun měl oproti svému předchůdci oválnější trup a zvětšenou vodorovnou ocasní plochu. Během roku 1937 se projekt dostal do fáze realizace a již na konci roku byl prototyp připraven k testování. Zkušební let provedl 7. února 1938 pilot Ivan Koroš na námořní základně Divulje. Protože letadlo dosáhlo při zkouškách uspokojivých výsledků, byla objednána první dodávka 4 letounů. Ty byly dodány v polovině roku 1939.

## Popis letounu

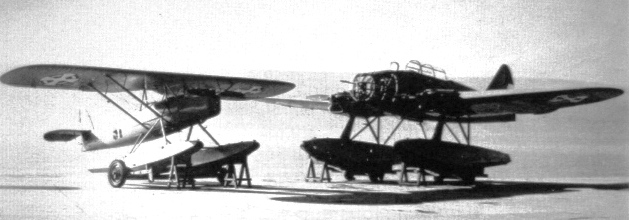
SIM-XII-H a SIM-XIV-H

Typ SIM-XII-H byl hornokřídlý jednoplošník s eliptickým průřezem trupu převážně dřevěné konstrukce a byl pokryt překližkou. Křídlo se zaoblenými konci bylo rovněž dřevěné a potažené plátnem. Na obou stranách bylo křídlo neseno dvojicí skloněných vzpěr připojených k trupu. Střední část křídla byla nesena trubkovým baldachýnem. Kormidla byla svařena z ocelových trubek a byla potažena plátnem.
V motorovém loži byl pružně zavěšen motor Walter Major 6. Byl zakryt plechovým krytem s odklopnými postranními částmi. Palivová nádrž byla umístěna ve střední části mezi křídlem. Na první sérii letadel byly instalovány vždy dva kovové plováky EDO Model 47.
Letoun byl dvoumístný se dvojím řízením. Přední sedadlo bylo umístěno v těžišti letadla a do kokpitu se vstupovalo postranními dvířky, která se otáčela ve vodorovných závěsech na spodní straně. To umožňovalo i případný, snadný seskok za letu.

## Operační historie
Zkušenosti pilotů i technického perzonálu s používáním letadel SIM-XII-H nazývanými „malý SIM“, byly velmi pozitivní, proto 15. července 1940 vedení letectva objednalo druhou sérií těchto letadel, rovněž v počtu 4 exemplářů s podmínkou, že tyto hydroplány budou již mít výcvikové vybavení pro noční lety. Rogožarski dodal tato letadla za pět měsíců, ale bez plováků, protože dodávka plováků z Kanady byla o několik měsíců zpožděna. Po dohodě s námořnictvem továrna Rogožarski navrhla pro tato letadla vývoj plováků domácí provenience, ale tento projekt bohužel nedosáhl dokončení v důsledku vypuknutí dubnové války v roce 1941.
V předválečném období (1940) havarovala dvě letadla SIM-XII-H při letu u námořní základny v Boce Kotorské a byla určena k likvidaci. Z obou těchto letadel po souhlasu vedení letectva byly plováky přemontovány do nových letadel (letadla SIM-XII-H druhé řady). Tím bylo umožněno použít 2 letadla z druhé série ještě před vypuknutím války.
Neexistují žádné informace o použití letadel SIM-XII-H během dubnové války ani o použití italským královským letectvem během druhé světové války.

## Uživatelé
- Království Srbů, Chorvatů a Slovinců
  - Jugoslávské vojenské a námořní královské letectvo

## Specifikace
Údaje dle

### Technické údaje
- Posádka: 2
- Rozpětí: 11,00 m
- Délka: 7,50 m
- Výška: 2,96 mm
- Nosná plocha: 20,50 m²
- Hmotnost prázdného letounu: 635 kg
- Vzletová hmotnost: 920 kg
- Pohonná jednotka: vzduchem chlazený šestiválcový řadový invertní motor Walter Major 6
- Výkon pohonné jednotky: nominální 190 k (139,7 kW) při 2100 ot/min, vzletový 205 k (150,8 kW) při 2350 ot/min
- Vrtule: dvoulistá dřevěná s pevnými listy

### Výkony
- Maximální rychlost: 212 km/h u hladiny
- Nejmenší rychlost: 73 km/h u hladiny
- Dostup: 6 000 m
- Dolet: 450 km